# هومبيرتو سوتو (ملاكم)
هومبيرتو سوتو (بالإسبانية: Humberto Soto)‏ (21 يناير 1980 بارموسييو سونورا في المكسيك - ) هو ملاكم مكسيكي، صنّف ضمن فئة وزن ثقيل.

## إحصائيات
خاض خلال مسيرته 9 نزالات، فاز في 9 ولم يتعادل ولم يخسر. فاز بالضربة القاضية في 8 نزالات.

## روابط خارجية
- هومبيرتو سوتو (ملاكم) على موقع بوكس ريك (الإنجليزية) (registration required)